# Paktofonika
Paktofonika ist eine polnische Hip-Hop-Gruppe aus Katowice und Mikołów.

## Geschichte

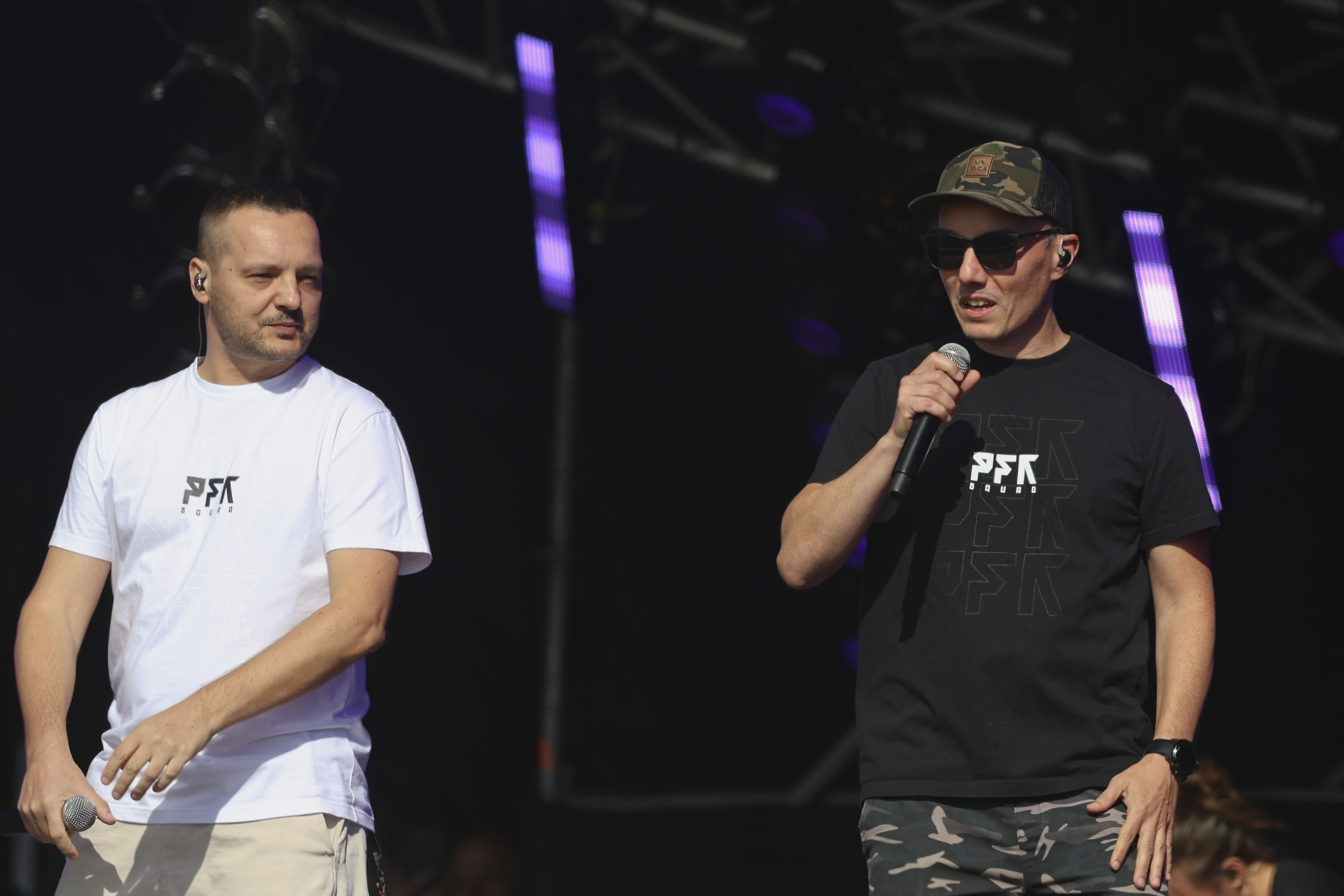
Auf dem Pol’and’Rock Festival 2024

Paktofonika wurde 1998 gegründet. Gründungsmitglieder waren Magik (Piotr Łuszcz; davor Kaliber 44), Marcin (Marcin Błażej Lupa; CKM 13 Zilliardow), Rahim (Sebastian Salbert; 3X Klan) sowie Fokus (Wojciech Alszer). Im Jahr 2000 traten noch die Produzenten DJ Bambus und Sot der Gruppe bei. Daraufhin unterschrieb die Gruppe einen Plattenvertrag bei Gigant Records.
Im Sommer 2000 war die Gruppe zu Gast in Witten, wo sie mit den deutschen Hip-Hop-Künstlern Lakmann One, Dike D, Onanon, LO & Kams zusammen das Lied 2 kilo aufnahmen, welches dann auf dem ersten Album Kinematografia veröffentlicht wurde.
Das Debütalbum der Band, Kinematografia, erschien im Dezember 2000. Es gilt als eines der wichtigsten Alben des polnischen Hip-Hops. Acht Tage nach Erscheinen von Kinematografia nahm sich Magik das Leben. Daraufhin brachte die Band 2001 eine EP mit dem Titel Jestem Bogiem (Ich bin Gott) zu seinen Ehren heraus. Sie enthielt u. a. Remixe des gleichnamigen Lieds aus Kinematografia. 2002 kam dann Paktofonikas zweites und letztes Album Archiwum Kinematografii mit alten, vorher unveröffentlichten Studioaufnahmen heraus. Die Gruppe löste sich dann 2003 offiziell mit einem großen Abschiedskonzert auf, welches später auf DVD veröffentlicht wurde.
Anschließend schlossen sich Rahim und Fokus mit DJ Bambus zu der Gruppe Pokahontaz zusammen und widmeten sich auch anderen Projekten, wie z. B. Pijani Powietrzem oder Straho.
2012 erschien der Spielfilm Jesteś Bogiem, in dem die kurze Geschichte der Gruppe nacherzählt wird. Der Film wurde in Polen mehrfach ausgezeichnet, so z. B. zwei Mal mit dem Polnischen Filmpreis.

## Diskografie
- 2000: Kinematografia
- 2001: Jestem Bogiem (EP)
- 2002: Archiwum Kinematografii
- 2004: Pożegnalny koncert Paktofoniki (DVD)